# Anson’s

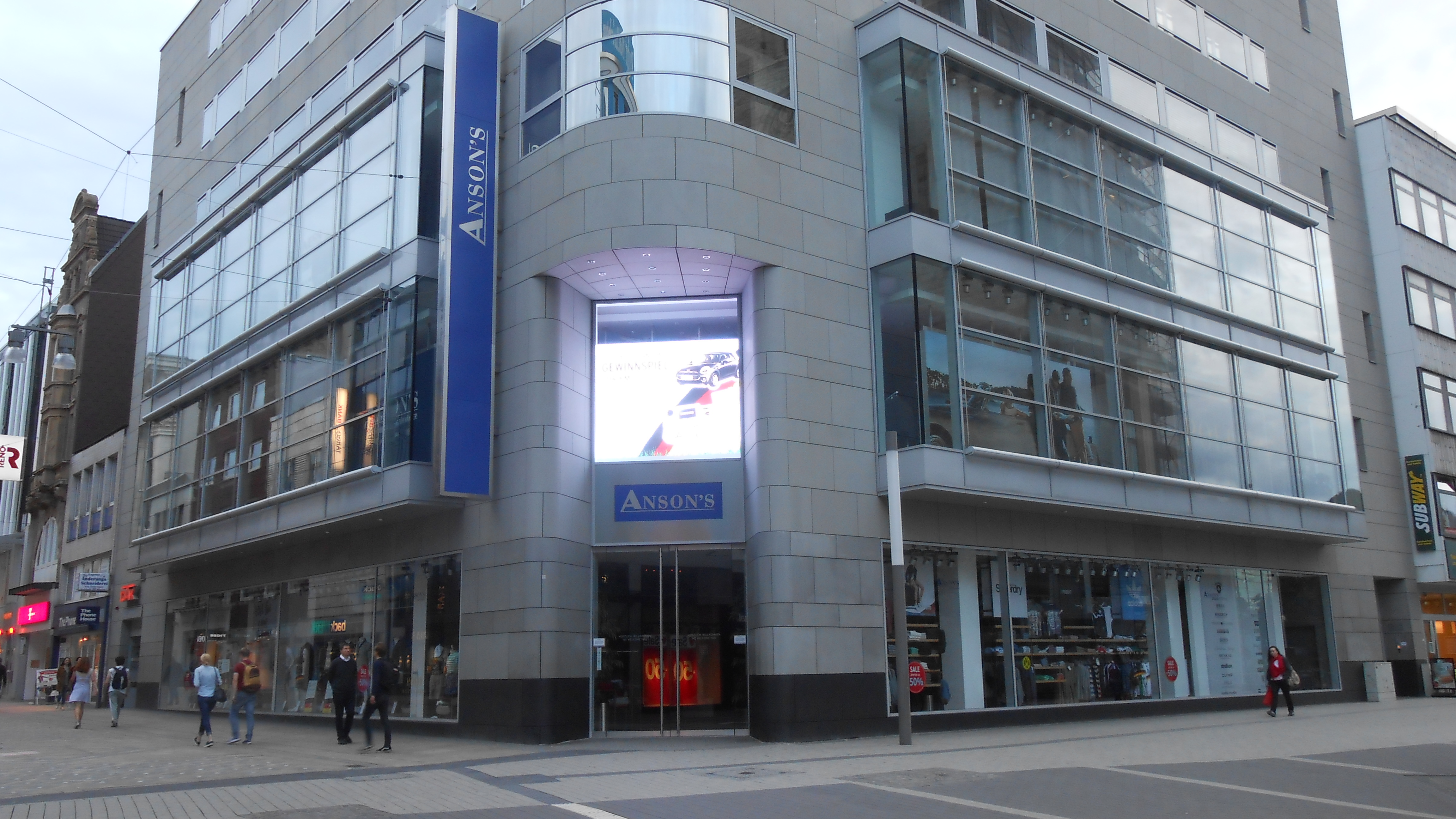
Die Filiale in Dortmund

Die Anson’s Herrenhaus GmbH & Co.KG (Eigenschreibweise: ANSON’S) ist ein Einzelhandelsunternehmen für Herrenbekleidung der Peek & Cloppenburg Gruppe mit 21 Filialen in Deutschland.
Im Oktober 2021 eröffnete Anson’s die ersten Filialen in weiteren Städten Mitteleuropas wie Prag (Tschechien) sowie Zagreb (Kroatien) sowie die erste Filiale in Südosteuropa in Bukarest (Rumänien).
Geschichte
Anson’s wurde im Jahr 1989 als kleineres, auf Herrenmode spezialisiertes Format, neben dem umfassenderen Angebot der Bekleidungshäuser von Peek & Cloppenburg, in Essen vom ehemaligen Peek & Cloppenburg-Bereichsleiter Stefan Ziebold gegründet. Er war der erste Ansons Mitarbeiter. Von der Firmenidee bis zur Konzeptentwicklung hat Ziebold als Generalbevollmächtigter den Aufbau der Strukturen, die Erstellung von Einrichtungskonzepten geplant und hat an den Immobilien- und Expansions entscheidungen und Marketingkonzepten maßgeblich mit gearbeitet. Mit der Zusammenführung von Verkauf, Einkauf, Dekoration und Merchandising sind neue Einrichtungs- und Präsentationskonzepte unter seiner Leitung entwickelt worden, die für den Markt der Herrenmode neu und richtungsweisend waren. Zusammen mit den Söhnen von Herrn Harro Uwe Cloppenburg Hendrik Cloppenburg und John Cloppenburg wurde das Unternehmen zum führenden Anbieter von Herrenbekleidung im Europa entwickelt.
Anson’s ist unterdessen, laut der Peek & Cloppenburg Gruppe,[2] eine Peek & Cloppenburg-Tochtergesellschaft, es handelt sich nicht mehr um ein eigenständiges Unternehmen,.[3] Geschäftsführer der Anson’s Herrenhaus KG sind Thomas Freude, Thomas Großjohann und Steffen Schüller.[4] Unumstritten ist die Verflechtung beider Unternehmen. Seit dem 1. Januar 2010 intensiviert das Unternehmen die Nutzung von Zentralfunktionen von P&C Düsseldorf.

## Häuser und Marken
Anson’s betreibt Filialen in Berlin, Bonn, Bremen, Dortmund, Düsseldorf, Essen, Frankfurt am Main, viermal in Hamburg, Karlsruhe, zweimal in Köln, Krefeld, Mainz, Mülheim an der Ruhr, Nürnberg, Regensburg, Saarbrücken und Sulzbach.
Anson’s hat einige Eigenmarken (Christian Berg, McNeal, Jake*s, Montego) aufgebaut. Diese gibt es zum Teil auch bei Peek & Cloppenburg sowie bei anderen Unternehmen der Branche zu kaufen.